# Stylophyllum
Stylophyllum là một chi thực vật có hoa trong họ Crassulaceae.